# New Kingman-Butler
New Kingman-Butler ist ein Census-designated place Stadt im Mohave County in Arizona, Vereinigte Staaten. Das U.S. Census Bureau hat bei der Volkszählung 2020 eine Einwohnerzahl von 12.907 auf einer Fläche von 43 km² ermittelt. 
Die Stadt liegt an der Arizona State Route 66, die früher zur Route 66 gehörte. Südlich der Stadt verläuft die Interstate 40.